# Tratado de Maipú

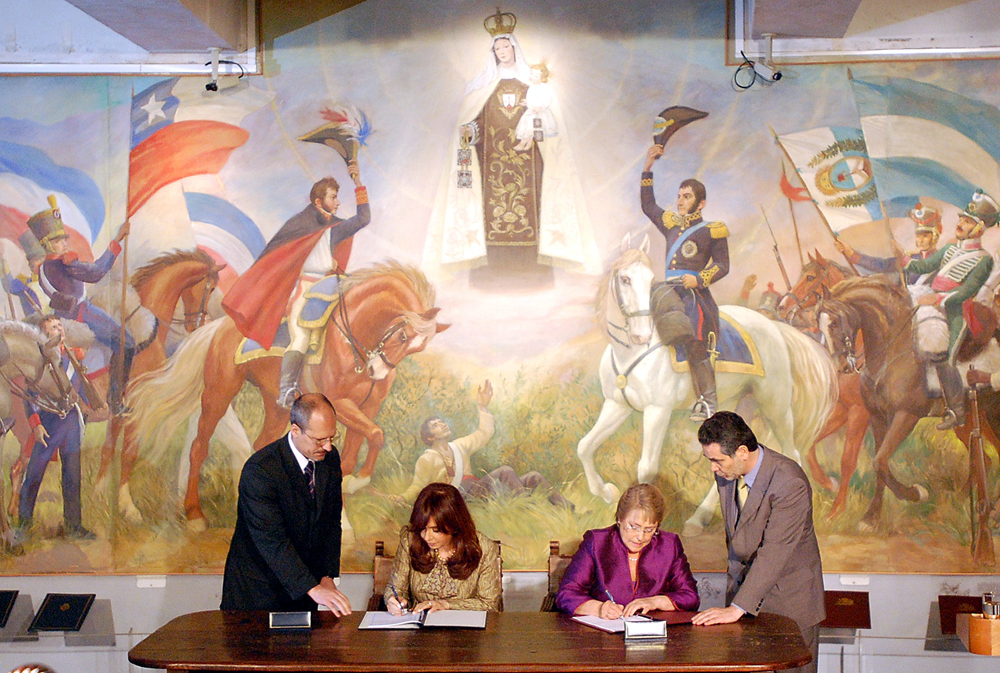
Firma del Tratado de Maipú por las presidentas de Argentina, Cristina Fernández, y de Chile, Michelle Bachelet, en el Museo del Carmen de Maipú.

Tratado de Maipú, oficialmente Tratado de Maipú de Integración y Cooperación entre la República de Chile y la República Argentina, es un tratado bilateral firmado por los gobiernos de Argentina y Chile el 30 de octubre de 2009. El tratado busca reforzar la integración entre ambos países vecinos en los campos cultural, social, económico y comercial.

## Historia
El Tratado de Maipú fue firmado en una reunión bilateral entre las presidentas de Argentina, Cristina Fernández, y de Chile, Michelle Bachelet en Maipú, Santiago de Chile, en el mismo lugar en que ocurrió el «Abrazo de Maipú» en 1818, entre los próceres José de San Martín y Bernardo O'Higgins. El acuerdo complementa al Tratado de Paz y Amistad entre Argentina y Chile, "la solución completa y definitiva" a los problemas limítrofes, suscrito en 1984.
Fue ratificado por el Congreso de Argentina el 18 de noviembre de 2009, y por el Congreso de Chile el 26 de noviembre del mismo año. Entró en vigor el 25 de enero de 2010.
El 23 de diciembre de 2014, los cancilleres Héctor Timerman y Heraldo Muñoz firmaron protocolos complementarios par constituir el Túnel de Baja Altura del Ferrocarril Trasandino Central (EBIFETRA) y el Paso Las Leñas.

## Protocolos complementarios
| Nombre | Fecha                   |
| --- | ----------------------- |
| Protocolo Complementario al Tratado de Maipú de Integración y Cooperación para la Constitución de un Grupo de Trabajo Especial para la Adopción de un Acuerdo General sobre Libre Circulación de Personas                               | 30 de octubre de 2009   |
| Protocolo Complementario sobre la Constitución de la Entidad Binacional para el Proyecto Túnel de Baja Altura-Ferrocarril Trasandino Central                                                                                            |                         |
| Protocolo Complementario sobre la Constitución de la Entidad Binacional para el Proyecto Túnel Internacional Paso de Agua Negra |                         |
| II Protocolo Complementario al Tratado de Maipú de Integración y Cooperación entre la República de Chile y la República Argentina relativo a la Entidad Binacional para el Proyecto Túnel de Baja Altura-Ferrocarril Trasandino Central | 23 de diciembre de 2014 |
| II Protocolo Complementario al Tratado de Maipú de Integración y Cooperación entre la República de Chile y la República Argentina relativo al Proyecto Túnel Internacional Paso de Agua Negra                                           | 23 de diciembre de 2014 |
| Protocolo Complementario al Tratado de Maipú de Integración y Cooperación entre la República de Chile y la República Argentina sobre la Constitución de la Entidad Binacional para el Proyecto Túnel Internacional Paso Las Leñas       | 6 de enero de 2015      |